# Mula Mustafa Bašeskija
Mula Mustafa Bašeskija, anche noto come Ševki (Sarajevo, 1731 – Sarajevo, 18 agosto 1809) è stato uno scrittore bosniaco.
Cronista, diarista, poeta, calligrafo ed ex giannizzero ottomano, Bašeskija ha raccontato la storia e gli eventi a Sarajevo, in Bosnia, in Erzegovina e nell'Impero ottomano durante la sua vita ed è considerato una figura importante nella storia di Sarajevo per aver preservato notizie che altrimenti sarebbero state dimenticate.

## Biografia
Bašeskija nacque in una povera famiglia musulmana bosniaca in un quartiere di Sarajevo intitolato all'architetto Mimar Sinan. Sia il nonno paterno Kadir che il nonno materno Mehmed erano imam. Bašeskija perse suo padre Ahmed da bambino. Sua madre Fatima si risposò e morì nel 1772 per un ictus dopo una lunga malattia. Suo zio Topal Osman-aga morì a Belgrado nel 1760.
Da bambino Bašeskija frequentò il mektab e in seguito la medresa. Fu solo nel 1763 che iniziò a scrivere la storia bosniaca. Durante gli anni 1760 possedeva anche un piccolo negozio sotto una torre dell'orologio a Sarajevo.
Nel suo negozio, oltre ai piccoli lavori d'ufficio, insegnava agli studenti e ad altre persone la calligrafia araba e la legge della Sharia. Nel 1779, scrisse che lui e pochi amici si incontravano una volta alla settimana in una casa, dove, oltre a radunarsi e conversare per mezz'ora, si dedicavano alla lettura di libri.
Bašeskija lasciò Sarajevo il 1º luglio 1781 e si trasferì con la sua famiglia nel villaggio di Zgošća vicino a Kakanj, per poi tornare a Sarajevo meno di un anno dopo, nel febbraio 1782.
La Bosnia ed Erzegovina, insieme a gran parte dell'Europa, attraversò una nuova epidemia di peste nera nel XVIII secolo. Bašeskija ha raccontato la vita di 4 000 morti, per lo più adulti bosniaci.
Bašeskija si ammalò nel 1801 e morì nell'estate del 1809 tra 77 e 78 anni.

## Opere
Mula Mustafa Bašeskija ha aggiunto una raccolta di poesie in lingua bosniaca in uno dei suoi annuari, sostenendo che la lingua bosniaca fosse molto più ricca dell'arabo, poiché vi sono 45 parole per il verbo "andare" in bosniaco.
Probabilmente il suo lavoro più noto è Ljetopis o Sarajevu ("Cronaca di Sarajevo"), in cui ha dettagliato non solo la sua vita e la vita dei suoi familiari, ma la vita urbana a Sarajevo nei suoi vari aspetti ed eventi a Sarajevo e nella Provincia bosniaca nel suo insieme dal 1746 al 1804.